# Charlene de Carvalho-Heineken
Charlene Lucille de Carvalho-Heineken (Amsterdam, 30 juni 1954) is grootaandeelhouder en directeur van Heineken Holding.

## Levensloop
De Carvalho werd in 1954 in Amsterdam geboren als dochter van Freddy Heineken (1923–2002) en Lucille Cummings (1925–2020). Ze studeerde van 1972 tot 1975 rechten aan de Universiteit Leiden.

### Carrière
In 1988 werd ze lid van het bestuur van de houdstermaatschappij van het bedrijf. Bij het overlijden van haar vader in 2002 erfde De Carvalho diens aandelenpakket met een toenmalige waarde van € 3,7 miljard, waardoor ze grootaandeelhouder werd van Heineken. Ze werd ook gedelegeerd lid van de Raad van Beheer van Heineken Holding NV. Haar zoon Alexander is op 1 maart 2013 voorgedragen voor benoeming als niet-uitvoerend lid van de raad van beheer van de holding van bierconcern Heineken.
Op 2 januari 2014 werd bekend dat de Autoriteit Financiële Markten een onderzoek startte naar het niet tijdig melden van de aankoop van aandelen door Charlene de Carvalho-Heineken. Uiteindelijk werd er een boete opgelegd.
In april 2024 kwam naar buiten dat Charlene de Carvalho-Heineken belasting op haar Heineken-dividenden had geminimaliseerd door deze via offshore constructies te leiden. Na een overheidsingreep tegen dergelijke praktijken paste ze haar strategie aan om geheel geen dividendbelasting meer te betalen, waardoor de Nederlandse schatkist jaarlijks ongeveer 30 miljoen euro misliep. Forbes schat haar vermogen op ongeveer 14,1 miljard dollar, met aanwijzingen dat dit mogelijk hoger ligt.

### Privéleven
In tegenstelling tot haar vader houdt De Carvalho zich liever op de achtergrond. In 1983 trouwde ze in het Zwitserse Rolle met Michel de Carvalho, vicevoorzitter van de raad van bestuur van Citibank. Ze wonen in Londen. Ze hebben vijf kinderen.

## Vermogen

##### Volgens Quote
In 2012 en 2013 stond zij op de eerste plaats in de Quote 500, met een vermogen van € 5,4 miljard (2012) en 7,2 miljard (2013), een stijging van 33,3% (in 2014 niet meer, omdat het toen een lijst was van rijken die in Nederland wonen). In 2017 stond zij weer op de eerste plaats in de Quote 500, met een vermogen van € 12,5 miljard, een stijging van ruim 13% vergeleken met het jaar 2016. Lange tijd gebruikte Quote 500 voor de in het buitenland woonachtige Nederlandse rijken een apart klassement, maar dat principe werd in 2017 losgelaten. In 2020 stond ze wederom op de eerste plek, met een vermogen van 12,1 miljard euro.

##### Volgens Forbes
Het vermogen van De Carvalho werd in 2021 door Forbes geschat op $16,7 miljard waarmee ze de 116e positie van 's werelds miljardairs inneemt.
- Gemeinsame Normdatei: 1170432948
- Nederlandse Thesaurus van Auteursnamen: 423304119
- Virtual International Authority File: 22156760572740852257